# Statistika (časopis)
Statistika je odborný, anonymně recenzovaný časopis s otevřeným přístupem vydávaný Českým statistickým úřadem od roku 1964. Od roku 2011 vychází čtvrtletně pouze v anglickém jazyce.
Cílem periodika je vytvářet platformu umožňující mezinárodním a národním statistickým a výzkumným institucím prezentovat přínosy a výsledky komplexních analýz v hospodářské, environmentální či sociální oblasti. Snahou je prezentovat oficiální statistiky jako nástroj podporující rozhodování na úrovni mezinárodních organizací, ústředních a místních orgánů státní správy i podniků a přispívat tak k posilování vztahu mezi teorií a praxí oficiální statistiky.